# Bague d'orteil

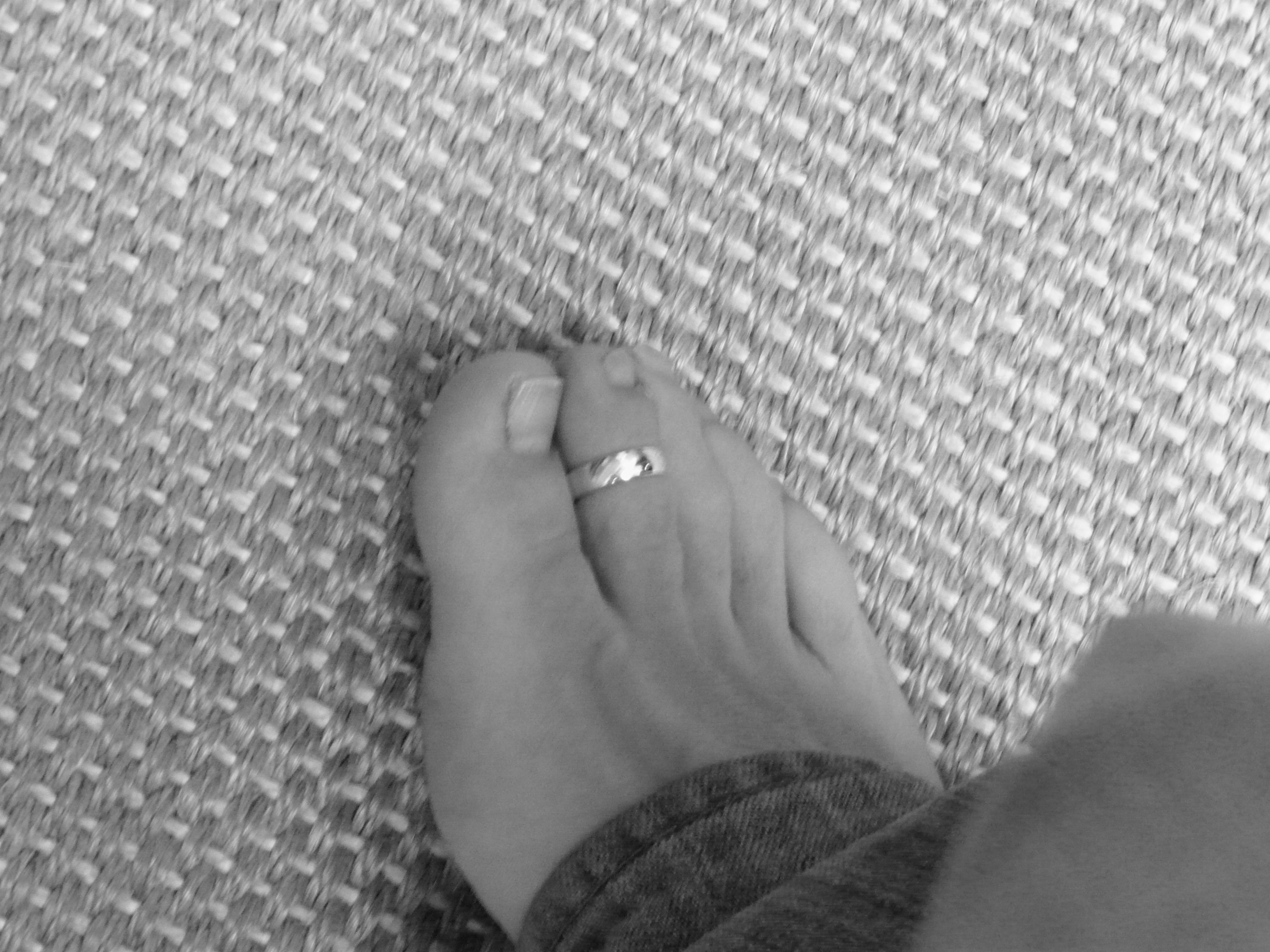
Bague d'orteil.

Une bague d'orteil est une bague fabriquée à base de métaux variés porté sur n'importe quel orteil. De manière générale, une bague d'orteil est souvent portée sur le deuxième orteil en partant du pouce. Certains pays considèrent ce type de bague comme une mode, alors que d'autres, tels que l'Inde, comme une tradition. Il n'y a aucune signification symbolique dans le port d'une bague d'orteil. Elle est souvent associée au port de tongs, sandales ou autre type de chaussures libres. 

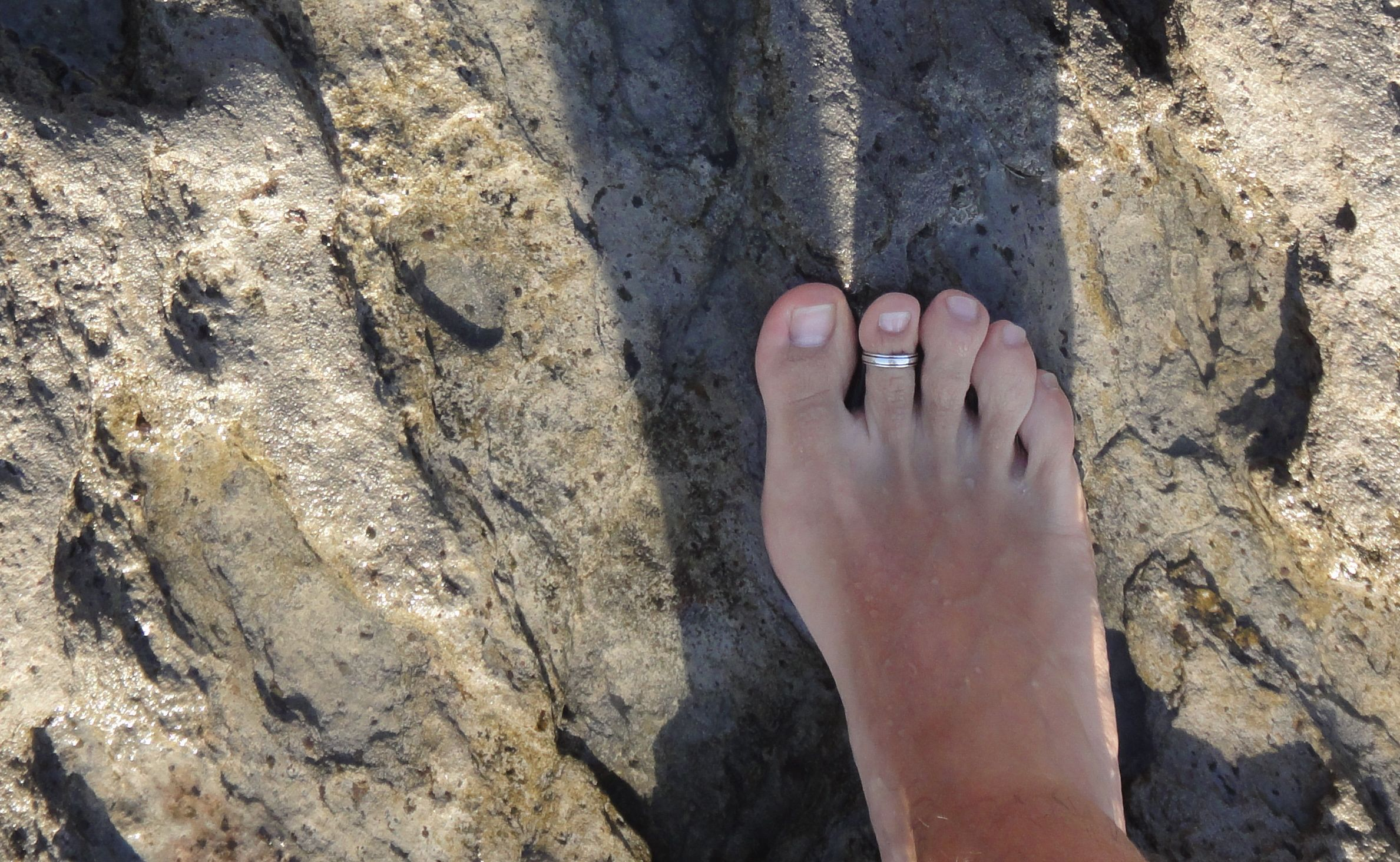
Une autre bague d'orteil

La bague d'orteil est plus souvent portée par les femmes, bien que le phénomène de mode s'étende aussi aux hommes.
Il existe deux types de bagues, l'un est réglable (anneau ouvert) et l'autre, fermé, doit être adapté à la taille de l'orteil.
Le port d'une bague d'orteil peut également être associé au fétichisme du pied.

## Port des bagues d'orteil en Inde
Le port de bagues d'orteil est pratiqué en Inde. L'anneau est porté par les femmes hindoues pour exprimer l'état de mariage et est appelé bichiya en hindi, jodavi (जोडवी) en marathi, Mettelu (మెట్టెలు) en télougou, Metti en tamoul (மெட்டி). Ils sont habituellement faits en l'argent et portés par paires (contrairement à la tendance dans les pays occidentaux, où ils sont portés seuls ou en paires appariées) sur le deuxième orteil des deux pieds. Traditionnellement, ils sont assez fleuris, bien que des conceptions plus contemporaines soient actuellement mises au point pour plaire aux mariées modernes.  Traditionnellement, les anneaux d'orteil ne peuvent être faits en or, car ce métal ne doit pas être porté au-dessous de la ceinture par les hindous. Cependant cette tradition n'est pas suivie de façon très stricte et des bagues d'orteil en or et de diamants sont fréquemment observées.